# Miss Grand Tailandia 2024

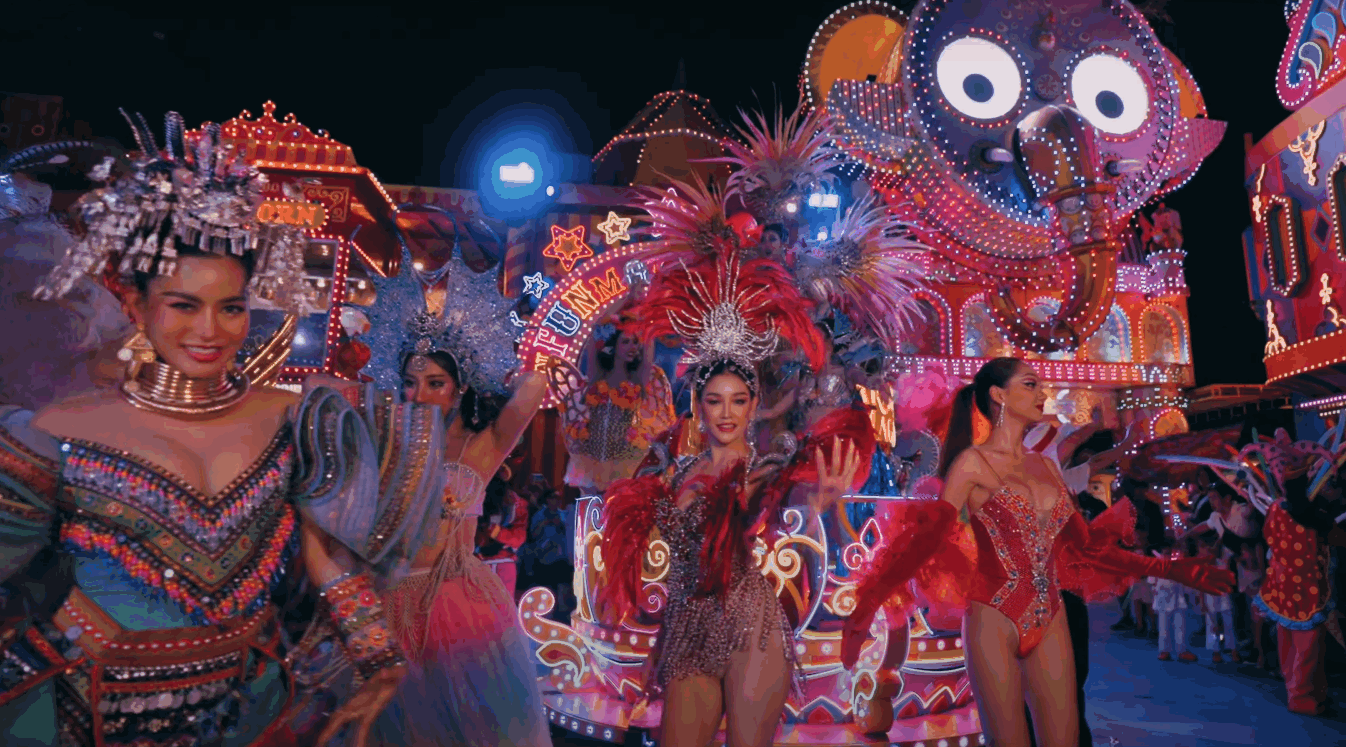
Las candidatas de Miss Grand Tailandia 2024 desfilaron con trajes de carnaval con el tema «City of Lights: Magic Carnival at Carnival Magic» («Ciudad de las Luces: Carnaval Mágico en el Carnival Magic»), llevado a cabo el 13 de marzo de 2024, en el Parque Temático Carnival Magic, Phuket.

Miss Grand Tailandia 2024 (en tailandés: มิสแกรนด์ไทยแลนด์ 2024) fue la 11.ª edición del concurso Miss Grand Tailandia. Se llevó a cabo el 6 de abril de 2023 en la sala propiedad del organizador, MGI Hall, ubicada en el Bravo BKK Mall, Bangkok. Representantes de setenta y siete divisiones administrativas del país compitieron por el título. La ganadora representará a Tailandia en Miss Grand Internacional 2024. Al final del evento, Thaweeporn Phingchamrat de Chumphon coronó a Malin Chara-anan de Phuket como su sucesora.
Inicialmente, el campo de entrenamiento del certamen estaba programado para organizarse en la provincia de Songkhla, pero luego fue cancelado debido a las opiniones políticas opuestas entre el organizador y los gobiernos locales monárquicos y conservadores, y se eligió la provincia de Phuket como reemplazo, siendo la segunda vez que el certamen se organiza en la provincia.

## Antecedentes

### Selección de la provincia anfitriona
Durante la rueda de prensa del concurso Miss Grand Songkhla 2023 llevada a cabo el 30 de noviembre de 2022, también se firmó un memorándum de entendimiento para albergar el concurso nacional de Miss Grand Tailandia en 2024 entre el organizador nacional, MGI PLC, y los gobiernos locales de Hat Yai. Sin embargo, la propuesta fue cancelada posteriormente debido a las opiniones políticas opuestas entre el organizador, que apoya a los partidos de centroizquierda en las elecciones generales de Tailandia de 2023, y los gobiernos locales, que apoyan a la derecha política, así como el conflicto entre el director nacional, Nawat Itsaragrisil, y el director provincial de Miss Grand Songkhla 2023, Chanpen Parisuttho-Namchanda, quien no está de acuerdo con expresar opiniones políticas en el escenario del concurso.
Como declaró el presidente del concurso en sus redes sociales personales a finales de mayo de 2023, se esperaba que Phuket fuera una nueva provincia anfitriona preliminar después del Partido Avanzar de centroizquierda, lo que la convertiría en una barrida limpia de los tres escaños parlamentarios provinciales disputados en las elecciones generales de Tailandia de 2023 celebradas el 14 de mayo. Anteriormente, la provincia solía ser el bastión de partidos de derecha, conservadores y realistas, como el Partido Demócrata y el Partido Palang Pracharat. La confirmación oficial se realizó posteriormente en la rueda de prensa de Miss Grand Tailandia 2024 organizada en el Show DC Mega Complex el 27 de julio de 2023. Mientras tanto, la final está fijada en Bangkok, como en todas las ediciones anteriores.

### Locación y fecha
Las actividades del concurso estaban programadas del 3 de marzo al 6 de abril, con 8 subconcursos, 4 de los cuales, incluido la competencia de trajes del sur de Tailandia, la competencia de trajes de baño, Miss Darling of Phuket y el Gran Concierto en Vivo en Phuket se organizarán en la provincia anfitriona preliminar, Phuket, mientras que los cuatro eventos restantes, a saber, el concurso de disfraces nacionales, Miss Grand Estrella del T-pop, la competencia preliminar y la final, se llevarán a cabo en Bangkok.
Se organizaron sesenta y nueve concursos provinciales con un total de 77 títulos en diferentes provincias del país; 21 de los cuales ocurrieron en la capital, Bangkok. La siguiente es una lista de los principales eventos de Miss Grand Tailandia 2024.
|                          |                                    |
| 21 concursos, 24 títulos | 1 concurso, 2 títulos              |
| 3 concursos, 5 títulos   | 1 concurso, 1 título               |
| 2 concursos, 3 títulos   | No se llevó a cabo ningún concurso |

| Provincia anfitriona: Phuket | Provincia anfitriona: Phuket               | Provincia anfitriona: Phuket |             | Provincia anfitriona: Bangkok    | Provincia anfitriona: Bangkok | Provincia anfitriona: Bangkok |
| Fecha                        | Evento                                     | Sede                         | Fecha       | Evento                           | Sede                          |                               |
| ---------------------------- | ------------------------------------------ | ---------------------------- | ----------- | -------------------------------- | ----------------------------- | ----------------------------- |
| 17 de marzo                  | Competencia de trajes del sur de Tailandia |                              | 30 de marzo | Competencia de trajes nacionales | MGI Hall, Bravo BKK Mall      |                               |
| 18 de marzo                  | Competencia en traje de baño               |                              | 1 de abril  | Miss Grand Estrella del T-pop    | MGI Hall, Bravo BKK Mall      |                               |
| 19 de marzo                  | Miss Darling of Phuket                     |                              | 3 de abril  | Competencia preliminar           | MGI Hall, Bravo BKK Mall      |                               |
| 20 de marzo                  | Gran Concierto en Vivo en Phuket           |                              | 6 de abril  | Noche final                      | MGI Hall, Bravo BKK Mall      |                               |

### Selección de candidatas
Todas las candidatas de Miss Grand Tailandia 2024 se determinaron a través de los concursos provinciales, los cuales fueron realizados por diferentes organizadores locales que, en algunos casos, son responsables de más de una provincia. En algunas provincias, como Prachuap Khiri Khan, también se llevaron a cabo concursos a nivel distrital. Las ganadoras provinciales ostentan el título de «Miss Grand (Provincia)» durante el año de su reinado.
La siguiente es una lista de las provincias que se espera que lleven a cabo sus concursos provinciales para Miss Grand Tailandia 2024.
| Número de                      | Número de                                 | Provincia(s) anfitriona                   | Títulos provinciales | Títulos totales       |
| Concurso(s)/Provincia          | Título(s)/Provincia                       | Provincia(s) anfitriona                   | Títulos provinciales | Títulos totales       |
| ------------------------------ | ----------------------------------------- | ----------------------------------------- | --- | --------------------- |
| 21                             | 24                                        | Bangkok                                   | \| Evento 1 - Amnat Charoen[18] \| \| Evento 2 - Bangkok[19] \| \| Evento 3 - Nan[20] \| \| Evento 4 - Samut Sakhon \| Evento 5 - Phang Nga, Phatthalung y Satun[21] \| Evento 5 - Phang Nga, Phatthalung y Satun[21] \| Evento 5 - Phang Nga, Phatthalung y Satun[21] \| \| \| Evento 6 - Saraburi[22] \| \| Evento 7 - Chai Nat[23] \| \| Evento 8 - Phetchabun \| \| Evento 9 - Ratchaburi[24] \| Evento 10 - Nongbua Lamphu[25] \| Evento 11 - Prachin Buri \| \| \| \| Evento 12 - Sakhon Nakhon \| Evento 13 - Sing Buri \| Evento 14 - Mukdahan[26] \| \| \| \| Evento 15 - Chumphon y Phichit[27] \| Evento 15 - Chumphon y Phichit[27] \| Evento 15 - Chumphon y Phichit[27] \| Evento 16 - Sa Kaeo[28] \| \| \| Evento 17 - Nakhon Nayok[29] \| Evento 18 - Nakhon Pathom[30] \| Evento 19 - Loei \| \| \| \| Evento 20 - Ang Thong[31] \| Evento 21 - Pathum Thani \| \| \| \| | 24                    |
| 3                              | 5                                         | Chon Buri                                 | Evento 1 - Chonburi Evento 2 - Narathiwas, Pattani, and Yala Evento 3 - Krabi | 5                     |
| 2                              | 3                                         | Chiang Mai                                | Evento 1 - Chiang Mai Evento 2 - Lampang y Lamphun | 3                     |
| 1                              | 2                                         | Maha Sarakham                             | Maha Sarakham, Kalasin | 4                     |
| 1                              | 2                                         | Tak                                       | Tak, Uthai Thani | 4                     |
| 1                              | 1                                         | Pathum Thani                              | Phayao | 1                     |
| 1                              | 1                                         | Otras 40 provincias                       | Otras 40 provincias | 40                    |
| Títulos provinciales totales   | Títulos provinciales totales              | Títulos provinciales totales              | Títulos provinciales totales | 77                    |
| Evento 1 - Amnat Charoen       |                                           | Evento 2 - Bangkok                        | | Evento 3 - Nan        |
| Evento 4 - Samut Sakhon        | Evento 5 - Phang Nga, Phatthalung y Satun | Evento 5 - Phang Nga, Phatthalung y Satun | Evento 5 - Phang Nga, Phatthalung y Satun |                       |
| Evento 6 - Saraburi            |                                           | Evento 7 - Chai Nat                       | | Evento 8 - Phetchabun |
| Evento 9 - Ratchaburi          | Evento 10 - Nongbua Lamphu                | Evento 11 - Prachin Buri                  | |                       |
| Evento 12 - Sakhon Nakhon      | Evento 13 - Sing Buri                     | Evento 14 - Mukdahan                      | |                       |
| Evento 15 - Chumphon y Phichit | Evento 15 - Chumphon y Phichit            | Evento 15 - Chumphon y Phichit            | Evento 16 - Sa Kaeo |                       |
| Evento 17 - Nakhon Nayok       | Evento 18 - Nakhon Pathom                 | Evento 19 - Loei                          | |                       |
| Evento 20 - Ang Thong          | Evento 21 - Pathum Thani                  |                                           | |                       |

## Resultados

### Resultados principales
| Posición                    | Candidata | Posición internacional                       |
| --------------------------- | --- | -------------------------------------------- |
| Miss Grand Tailandia 2024   | - Phuket - Malin Chara-anan £ | Por competir - Miss Grand Internacional 2024 |
| Primera finalista           | - Pathum Thani - Kanyaphatsaphon Rungrueang |                                              |
| Segunda finalista           | - Chumphon - Kittiyaporn Fungmee |                                              |
| Tercera finalista           | - Lampang - Thansita Dilhokananskul |                                              |
| Cuarta finalista            | - Maha Sarakham - Aoratai Phangchan |                                              |
| Quintas finalistas (Top 11) | - Bangkok - Yuwaporn Songngam - Chainat - Phoraphak Worasophonphakdee ∆ - Phichit - Piyarada Wayuwech - Sakon Nakhon - Napapat Rungroj - Saraburi Suntaree Uan-inth § - Satun - Emma Martini ‡ |                                              |
| Top 21                      | - Buri Ram - Viranya Berry - Chon Buri - Natthakaan Kunghayawanut - Lamphun - Rattanarapee Thammachaikul - Mukdahan - Nattha Intasao - Nakhon Phanom - Sasicha Duangket - Nan - Prakaiphet Umakorn - Phang Nga - Supannika Nopparat - Ranong - Natthawikarn Pheukamornkul - Sujotai - Lapatthida Khongkraphanth - Suphanburi - Kanokwan Nansoongnoen |                                              |

Notas
- ∆ - Avanzó automáticamente al Top 11 después de ganar el Miss Voto Popular.
- § - Avanzó automáticamente al Top 11 después de ganar el premio Best Seller (mejor vendedora).
- ‡ - Avanzó automáticamente al Top 11 después de ganar el premio Boss Choice (elección del jefe).
- £ -  Avanzó automáticamente al Top 5 después de ganar el premio Boss Choice (elección del jefe).

### Premios especiales principales
| Premio                                        | Candidata |
| --------------------------------------------- | --- |
| Miss Darling of Phuket                        | - Pathum Thani - Kanyaphatsaphon Rungrueang |
| Miss Voto Popular                             | - Chainat - Phoraphak Worasophonphakdee |
| Miss Fotogénica                               | - Saraburi - Suntaree Uan-inth |
| Miss Grand Best Seller                        | - Saraburi - Suntaree Uan-inth |
| Miss Grand T-Pop Star                         | - Maha Sarakham - Aoratai Phangchan - Mukdahan - Nattha Intasao - Nakhon Phanom - Sasicha Duangket - Phayao - Panvasa Kachunram - Phichit - Piyarada Wayuwech - Ranong - Natthawikarn Pheukamornkul - Sakon Nakhon - Napapat Rungroj - Satun - Emma Martini |
| Mejor en Traje de Baño                        | - Chon Buri - Natthakan Kunchayawanat |
| Mejor Introducción                            | - Mukdahan - Nattha Intasao |
| Mejor Traje Nacional                          | - Nakhon Ratchasima - Nanthicha Yangwatthana |
| Mejor Traje del Sur de Tailandia              | - Tak - Piyaporn Suksom |
| Premios entregados a los equipos provinciales | |
| Mejor Director Provincial                     | - Phuket - Teerasak Pholngan |
| Mejor Diseñador                               | - Trang - Narin Sutawong de Narin Boutique |

## Actividades previas al concurso

### Ventas por transmisión en vivo
El desafío comenzó a finales de 2023 y constó de varias secciones, en las que los representantes de cada provincia debían vender los productos del organizador a través de transmisiones en vivo en plataformas digitales para poder cumplir con el objetivo de ventas marcado por el organizador. Todas las candidatas participantes recibieron el 15 % de sus ventas. Si se lograba el objetivo, las candidatas se clasificaban para las actividades de entretenimiento relacionadas con el organizador, como convertirse en invitadas especiales en el concierto o actrices de reparto en los dramas, entre otras.

#### MGI PCL's Thank You Party
Las 10 candidatas con mayores ventas avanzaron a la ronda de votación para determinar las 2 ganadores finales. Las ganadoras tendrán la oportunidad de convertirse en cantantes invitadas en la fiesta de agradecimiento que se llevará a cabo después de que las acciones de la empresa en el mercado de inversiones alternativas se valoraran cuatro veces el precio de la oferta pública de venta.
| Posición  | Candidata |
| --------- | --- |
| Ganadoras | - Mukdahan - Nattha Intasao - Ranong - Natthawikarn Pheukamornkul (retirada)                                                                            |
| Top 5     | - Chumphon - Kittiyaporn Fungmee - Phuket - Malin Chara-anan - Saraburi - Suntaree Uan-inth                                                             |
| Top 10    | - Bangkok - Yuwaporn Songngam - Kalasin - Alisa Khemnak - Nakhon Sawan - Sirinthorn Premsekian - Nan - Prakaiphet Umakorn - Phichit - Piyarada Wayuwech |

#### The Grand Concert: Miracle Snack
La candidata con al menos 1 millón de baht en ventas se convirtió en la cantante invitada en The Grand Concert: Miracle Snack, llevado a cabo el 2 de febrero de 2024.
| Posición | N.º | Candidata                                      |
| -------- | --- | ---------------------------------------------- |
| Ganadora | 1   | Saraburi - Suntaree Uan-inth                   |
| Top 10   | 2   | Ranong - Natthawikarn Pheukamornkul (retirada) |
| Top 10   | 3   | Mukdahan - Nattha Intasao                      |
| Top 10   | 4   | Phuket - Malin Chara-anan                      |
| Top 10   | 5   | Phichit - Piyarada Wayuwech                    |
| Top 10   | 6   | Chumphon - Kittiyaporn Fungmee                 |
| Top 10   | 7   | Nakhon Sawan - Sirinthorn Premsekian           |
| Top 10   | 8   | Kalasin - Alisa Khemnak                        |
| Top 10   | 9   | Bangkok - Yuwaporn Songngam                    |
| Top 10   | 10  | Nan - Prakaiphet Umakorn                       |

#### Pageant Training Course
Las diez candidatas con al menos 350 000 de baht en ventas asistieron al curso de formación del concurso organizado por MGI PCL, que constó de tres secciones principales, que incluían desarrollo de la personalidad, mercadotecnia influyente y técnicas de comunicación.
| Posición  | N.º | Candidata                             |
| --------- | --- | ------------------------------------- |
| Ganadoras | 1   | Phichit - Piyarada Wayuwech           |
| Ganadoras | 2   | Chumphon - Kittiyaporn Fungmee        |
| Ganadoras | 3   | Phuket - Malin Chara-anan             |
| Ganadoras | 4   | Saraburi - Suntaree Uan-inth          |
| Ganadoras | 5   | Bangkok - Yuwaporn Songngam           |
| Ganadoras | 6   | Ranong - Pailin Wongsa (retirada)     |
| Ganadoras | 7   | Mukdahan - Nattha Intasao             |
| Ganadoras | 8   | Chiang Mai - Pornsupphat Pratumwal    |
| Ganadoras | 9   | Phatthalung - Prawwara Sataratphayoon |
| Ganadoras | 10  | Nan - Prakaiphet Umakorn              |

#### Drama Project
Veinticinco ganadoras con al menos 100.000 baht en ventas se convertirán en actrices en los dramas producidos por MGI PCL.
| Posición  | N.º | Candidata                             |
| --------- | --- | ------------------------------------- |
| Ganadoras | 1   | Phuket - Malin Chara-anan             |
| Ganadoras | 2   | Saraburi - Suntaree Uan-inth          |
| Ganadoras | 3   | Bangkok - Yuwaporn Songngam           |
| Ganadoras | 4   | Phichit - Piyarada Wayuwech           |
| Ganadoras | 5   | Phetchaburi - Pheeraya Phuangsombut   |
| Ganadoras | 6   | Nakhon Sawan - Sirinthorn Premsekian  |
| Ganadoras | 7   | Lamphun - Chutiya Jiarakul            |
| Ganadoras | 8   | Chumphon - Kittiyaporn Fungmee        |
| Ganadoras | 9   | Mukdahan - Nattha Intasao             |
| Ganadoras | 10  | Nakhon Phanom - Sasicha Duangket      |
| Ganadoras | 11  | Nan - Prakaiphet Umakorn              |
| Ganadoras | 12  | Kanchanaburi - Kulthida Thonglert     |
| Ganadoras | 13  | Maha Sarakham - Aoratai Phangchan     |
| Ganadoras | 14  | Chaiyaphum - Kittiyaporn Lanont       |
| Ganadoras | 15  | Kalasin - Alisa Khemnak               |
| Ganadoras | 16  | Trang - Narisa Yeesun                 |
| Ganadoras | 17  | Sisaket - Kritsadaporn Nakrai         |
| Ganadoras | 18  | Phitsanulok - Chutimon Sangsri-in     |
| Ganadoras | 19  | Surin - Salina Hodgkiss               |
| Ganadoras | 20  | Phang Nga - Supannika Nopparat        |
| Ganadoras | 21  | Ranong - Pailin Wongsa (retirada)     |
| Ganadoras | 22  | Lampang - Thansita Dilhokananskul     |
| Ganadoras | 23  | Sakon Nakhon - Napapat Rungroj        |
| Ganadoras | 24  | Phatthalung - Prawwara Sataratphayoon |
| Ganadoras | 25  | Satun - Emma Martini                  |

### The Grand Concert: Engfa Charlotte
La candidata con mayores ventas se convertirá en cantante invitada en The Grand Concert: Engfa Charlotte el 2 de febrero de 2024.
| Posición | Candidata                                                    |
| -------- | ------------------------------------------------------------ |
| Ganadora | - Phichit - Piyarada Wayuwech                                |
| Top 3    | - Chumphon - Kittiyaporn Fungmee - Mukdahan - Nattha Intasao |

### Taiwan Tour
La candidata con al menos 1,2 millones de baht en ventas se fue a una gira de tres días por Taiwán con el presidente del concurso Nawat Itsaragrisil y la ex reina Charlotte Austin del 18 al 20 de febrero.
| Posición | N.º | Candidata                               |
| -------- | --- | --------------------------------------- |
| Ganadora | 1   | - Chainat - Phoraphak Worasophonphakdee |
| Ganadora | 2   | - Phichit - Piyarada Wayuwech           |

### SmimmingPhu: Bikini on the beach
Diez candidatas con al menos 750,000 baht en ventas ganaron un viaje especial en yate a Phuket.
| Posición  | N.º | Candidata |
| --------- | --- | --- |
| Ganadoras | 1   | - Chainat - Phoraphak Worasophonphakdee |
| Ganadoras | 2   | - Phuket - Malin Chara-anan |
| Ganadoras | 3   | - Mukdahan - Nattha Intasao |
| Ganadoras | 4   | - Chumphon - Kittiyaporn Fungmee |
| Ganadoras | 5   | - Saraburi - Suntaree Uan-inth |
| Top 10    | 6   | - Nonthaburi - Jiraporn Ridaksorn |
| Top 10    | 7   | - Nakhon Phanom - Sasicha Duangket |
| Top 10    | 8   | - Phichit - Piyarada Wayuwech |
| Top 10    | 9   | - Bangkok - Yuwaporn Songngam |
| Top 10    | 10  | - Sakon Nakhon - Napapat Rungroj |
| Top 21    | 11  | - Satun - Emma Martini - Nan - Prakaiphet Umakorn - Ranong - Natthawikarn Pheukamornkul - Chiang Mai - Pornsupphat Pratumwal - Uthai Thani - Tharita Smyth - Maha Sarakham - Aoratai Phangchan - Pathum Thani - Kanyaphatsaphon Rungrueang - Lampang - Thansita Dilhokananskul - Udon Thani - Athitayakorn Boonaun - Samut Sakhon - Suchanika Sawok - Phang Nga - Suphannika Nopharat - Loei - Phattaraporn Sonthiphak |

## Candidatas
77 candidatas compitieron por el título.
| Código | Provincia                | Candidata                      | Edad | Altura          | Grupo    | Ref     |
| ------ | ------------------------ | ------------------------------ | ---- | --------------- | -------- | ------- |
| MGT01  | Bangkok                  | Yuwaporn Songngam              | 26   | 1,70 m (5′ 7″)  | Central  | [ 19 ]  |
| MGT02  | Krabi                    | Sukchit Pluksakunsap           | 22   | 1,70 m (5′ 7″)  | Sur      |         |
| MGT03  | Kanchanaburi             | Kulthida Thonglert             | 27   | 1,83 m (6′ 0″)  | Sur      |         |
| MGT04  | Kalasin                  | Alisa Khemnak                  | 27   | 1,70 m (5′ 7″)  | Nordeste | [ 35 ]  |
| MGT05  | Kamphaeng Phet           | Thitirat Sangdang              | 27   | 1,67 m (5′ 6″)  | Norte    | [ 85 ]  |
| MGT06  | Khon Kaen                | Konkaporn Muennoi              | 22   | 1,70 m (5′ 7″)  | Nordeste |         |
| MGT07  | Chanthaburi              | Pittiyaporn Pongsawat          | 22   | 1,76 m (5′ 9″)  | Central  | [ 87 ]  |
| MGT08  | Chachoengsao             | Kawinta Prommat                | 27   | 1,69 m (5′ 7″)  | Central  | [ 88 ]  |
| MGT09  | Chon Buri                | Natthakan Kunchayawanut        | 26   | 1,74 m (5′ 9″)  | Central  | [ 89 ]  |
| MGT10  | Chainat                  | Phoraphak Worasophonphakdee    | 21   | 1,60 m (5′ 3″)  | Central  | [ 90 ]  |
| MGT11  | Chaiyaphum               | Kittiyaporn Lanont             | 25   | 1,70 m (5′ 7″)  | Nordeste | [ 91 ]  |
| MGT12  | Chumphon                 | Kittiyapron Fungmee            | 21   | 1,72 m (5′ 8″)  | Sur      | [ 92 ]  |
| MGT13  | Chiang Rai               | Pongthiptida Vajidsuwan        | 24   | 1,75 m (5′ 9″)  | Norte    |         |
| MGT14  | Chiang Mai               | Pornsuppat Pratoomwan          | 19   | 1,70 m (5′ 7″)  | Norte    | [ 93 ]  |
| MGT15  | Trang                    | Narisa Yeesun                  | 23   | 1,69 m (5′ 7″)  | Sur      | [ 94 ]  |
| MGT16  | Trat                     | Kamonchanok Panyana            | 21   | 1,69 m (5′ 7″)  | Central  | [ 95 ]  |
| MGT17  | Tak                      | Piyaporn Suksom                | 26   | 1,70 m (5′ 7″)  | Norte    |         |
| MGT18  | Nakhon Nayok             | Thippayaporn Akarapol          | 29   | 1,63 m (5′ 4″)  | Central  | [ 96 ]  |
| MGT19  | Nakhon Pathom            | Suwapitcha Sombut              | 24   | 1,68 m (5′ 6″)  | Central  | [ 97 ]  |
| MGT20  | Nakhon Phanom            | Sasicha Duangket               | 25   | 1,67 m (5′ 6″)  | Nordeste | [ 43 ]  |
| MGT21  | Nakhon Ratchasima        | Nanthicha Yangwatthana         | 28   | 1,71 m (5′ 7″)  | Nordeste | [ 98 ]  |
| MGT22  | Nakhon Si Thammarat      | Waranya Lathaisong             | 21   | 1,74 m (5′ 9″)  | Sur      | [ 99 ]  |
| MGT23  | Nakhon Sawan             | Sirinthorn Premsekian          | 21   | 1,70 m (5′ 7″)  | Norte    | [ 100 ] |
| MGT24  | Nonthaburi               | Jiraporn Ritaksorn             |      | 1,65 m (5′ 5″)  | Central  |         |
| MGT25  | Narathiwat               | Saranrat Kanjanasathian        | 29   | 1,67 m (5′ 6″)  | Sur      |         |
| MGT26  | Nan                      | Prakaiphet Umakorn             | 28   | 1,70 m (5′ 7″)  | Norte    | [ 101 ] |
| MGT27  | Bueng Kan                | Yonrada Wadgana                | 27   | 1,65 m (5′ 5″)  | Nordeste |         |
| MGT28  | Buri Ram                 | Viranya Berry                  | 25   | 1,68 m (5′ 6″)  | Nordeste |         |
| MGT29  | Pathum Thani             | Kanyaphatsaphon Rungrueang     | 27   | 1,73 m (5′ 8″)  | Central  |         |
| MGT30  | Prachuap Khiri Khan      | Plaifha Thongdonpum            | 27   | 1,70 m (5′ 7″)  | Sur      |         |
| MGT31  | Prachinburi              | Chakriya Vetnitisakul          | 26   | 1,65 m (5′ 5″)  | Central  |         |
| MGT32  | Pattani                  | Kwintra Praphasanobon          | 27   | 1,68 m (5′ 6″)  | Sur      |         |
| MGT33  | Phra Nakhon Si Ayutthaya | Jiranath Jirapatpuvanont       | 27   | 1,67 m (5′ 6″)  | Central  |         |
| MGT34  | Phayao                   | Panvasa Kachunram              | 21   | 1,72 m (5′ 8″)  | Nordeste |         |
| MGT35  | Phang Nga                | Supannika Nopparat             | 26   | 1,72 m (5′ 8″)  | Sur      | [ 102 ] |
| MGT36  | Phatthalung              | Proudwara Sataratrayoon        | 28   | 1,70 m (5′ 7″)  | Sur      | [ 103 ] |
| MGT37  | Phichit                  | Piyarada Wayuwet               | 25   | 1,65 m (5′ 5″)  | Norte    | [ 104 ] |
| MGT38  | Phitsanulok              | Chutimon Sangsri-in            | 26   | 1,67 m (5′ 6″)  | Norte    | [ 105 ] |
| MGT39  | Phetchaburi              | Pheeraya Phuangsombut          | 29   | 1,70 m (5′ 7″)  | Sur      |         |
| MGT40  | Phetchabun               | Nicharee Sukijprasert          | 26   | 1,70 m (5′ 7″)  | Norte    |         |
| MGT41  | Phrae                    | Karnhiran Hirankarn            | 27   | 1,72 m (5′ 8″)  | Norte    |         |
| MGT42  | Phuket                   | Malin Chara-anan               | 27   | 1,65 m (5′ 5″)  | Sur      | [ 106 ] |
| MGT43  | Maha Sarakham            | Aoratai Phangchan              | 21   | 1,70 m (5′ 7″)  | Nordeste | [ 107 ] |
| MGT44  | Mukdahan                 | Nattha Intasao                 | 29   | 1,64 m (5′ 5″)  | Nordeste | [ 108 ] |
| MGT45  | Mae Hong Son             | Premika Wongkaveewat Surasid   | 27   | 1,75 m (5′ 9″)  | Norte    | [ 109 ] |
| MGT46  | Yala                     | Sitanan Nantana                | 22   | 1,71 m (5′ 7″)  | Sur      |         |
| MGT47  | Yasothon                 | Atittiya Sonema                | 25   | 1,76 m (5′ 9″)  | Nordeste |         |
| MGT48  | Roi Et                   | Thasupang Decha-akara-anan     | 29   | 1,65 m (5′ 5″)  | Nordeste |         |
| MGT49  | Ranong                   | Natthawikarn Pheukamornkul     | 28   | 1,67 m (5′ 6″)  | Sur      |         |
| MGT50  | Rayong                   | Kuntapath Charusrojthanadech   | 18   | 1,68 m (5′ 6″)  | Central  |         |
| MGT51  | Ratchaburi               | Worawalunh Leelhasuwan         | 28   | 1,68 m (5′ 6″)  | Sur      | [ 24 ]  |
| MGT52  | Lopburi                  | Nantanaporn Deesomrong         | 24   | 1,73 m (5′ 8″)  | Central  |         |
| MGT53  | Lampang                  | Thansita Dilhokananskul        | 25   | 1,78 m (5′ 10″) | Norte    | [ 111 ] |
| MGT54  | Lamphun                  | Chutiya Jiarakul               | 23   | 1,73 m (5′ 8″)  | Norte    | [ 111 ] |
| MGT55  | Loei                     | Phattaraporn Sonthiphak        | 28   | 1,75 m (5′ 9″)  | Norte    |         |
| MGT56  | Sisaket                  | Kritsadaporn Nakrai            | 24   | 1,74 m (5′ 9″)  | Nordeste |         |
| MGT57  | Sakon Nakhon             | Napapat Rungroj                | 19   | 1,72 m (5′ 8″)  | Nordeste |         |
| MGT58  | Songkhla                 | Waranya Mahawan                | 28   | 1,69 m (5′ 7″)  | Sur      | [ 112 ] |
| MGT59  | Satun                    | Emma Martini                   | 17   | 1,72 m (5′ 8″)  | Sur      | [ 113 ] |
| MGT60  | Samut Prakan             | Jesita Aramkham                | 23   | 1,67 m (5′ 6″)  | Central  |         |
| MGT61  | Samut Songkhram          | Wikanda Kotkam                 | 26   | 1,80 m (5′ 11″) | Central  | [ 114 ] |
| MGT62  | Samut Sakhon             | Suchanika Sawok                | 24   | 1,67 m (5′ 6″)  | Central  |         |
| MGT63  | Sa Kaeo                  | Kamonpet Petwarangkua          | 27   | 1,70 m (5′ 7″)  | Nordeste |         |
| MGT64  | Saraburi                 | Suntaree Uan-in                | 24   | 1,76 m (5′ 9″)  | Central  | [ 22 ]  |
| MGT65  | Sing Buri                | Alinraphath Srisirirungsimakul | 29   | 1,65 m (5′ 5″)  | Central  |         |
| MGT66  | Sujotai                  | Lapatthida Kongraphan          | 28   | 1,78 m (5′ 10″) | Nordeste | [ 115 ] |
| MGT67  | Suphanburi               | Kanokwan Nansungnoen           | 25   | 1,70 m (5′ 7″)  | Central  | [ 116 ] |
| MGT68  | Surat Thani              | Sue Hyeon Yoon                 | 18   | 1,72 m (5′ 8″)  | Sur      |         |
| MGT69  | Surin                    | Salina Hodgkiss                | 22   | 1,67 m (5′ 6″)  | Nordeste | [ 117 ] |
| MGT70  | Nong Khai                | Pichapa Jinnathikakul          | 27   | 1,72 m (5′ 8″)  | Nordeste |         |
| MGT71  | Nongbua Lamphu           | Aniphan Chalermburanawong      | 30   | 1,75 m (5′ 9″)  | Nordeste | [ 25 ]  |
| MGT72  | Ang Thong                | Chutikarn Treetarntipakorn     | 26   | 1,70 m (5′ 7″)  | Central  | [ 118 ] |
| MGT73  | Udon Thani               | Athitayakorn Boonaun           | 23   | 1,67 m (5′ 6″)  | Nordeste |         |
| MGT74  | Uthai Thani              | Tharita Smyth                  | 25   | 1,69 m (5′ 7″)  | Norte    |         |
| MGT75  | Uttaradit                | Orapun Pachneam                | 23   | 1,70 m (5′ 7″)  | Norte    | [ 119 ] |
| MGT76  | Ubon Ratchathani         | Patimaporn Kayanchom           | 26   | 1,70 m (5′ 7″)  | Nordeste |         |
| MGT77  | Amnat Charoen            | Apicha Yarangsrisakul          | 22   | 1,73 m (5′ 8″)  | Nordeste | [ 18 ]  |

Notas
1. ↑  Originalmente se coronó como la primera finalista de Miss Grand Khon Kaen 2024, pero fue ascendida al puesto después de que la ganadora original, Natthinee Thanatpornphinyo, renunció al título.[86]
2. ↑  Originalmente coronada como la primera finalista de Miss Grand Ranong 2024, pero fue ascendida al puesto después de que la ganadora original, Pailin Wongsa, quedara embarazada y renunciara al título.[110]
3. ↑  Originalmente se coronó como la primera finalista de Miss Grand Songkhla 2024, pero fue ascendida al puesto después de que la ganadora original, Peeraya Puangsombat, fuera destronada.[112]